# 3390 Demanet
3390 Demanet је астероид главног астероидног појаса чија средња удаљеност од Сунца износи 2,251 астрономских јединица (АЈ).
Апсолутна магнитуда астероида је 13,5.